# Chatmongkol Rueangthanarot
Chatmongkol Rueangthanarot (thailändisch ฉัตรมงคล เรืองฐณโรจน์, * 9. Mai 2002 in Pathum Thani) ist ein thailändischer Fußballspieler.

## Karriere

### Verein
Chatmongkol Rueangthanarot erlernte das Fußballspielen in der Jugendmannschaft des Chonburi FC. Hier unterschrieb er 2020 seinen ersten Profivertrag. Der Verein aus Chonburi spielte in der ersten Liga des Landes, der Thai League. Von Januar bis Ende Juni 2020 wurde er an den Drittligisten Banbueng FC ausgeliehen. Mit dem Verein, der ebenfalls in Chonburi beheimatet ist, spielte er einmal in der dritten Liga, der Thai League 3. Anfang Juli 2020 kehrte er nach der Ausleihe zu den Sharks zurück. Sein Erstligadebüt feierte er am 13. September 2020 im Spiel gegen den Trat FC. Hier stand er in der Anfangsformation und stand das komplette Spiel auf dem Platz. Am Ende der Saison 2023/24 belegte er mit Chonburi den 14. Tabellenplatz und musste somit in die zweite Liga absteigen. Am Ende der Saison 2024/25 feierte er mit Chonburi die Zweitligameisterschaft sowie den Aufstieg in die erste Liga.

### Nationalmannschaft
Chatmongkol Rueangthanarot spielte 2018 dreimal für die thailändische U16-Nationalmannschaft. 2019 lief er dreimal für die U18-Nationalmannschaft auf. In der U23 bestritt er von 2022 bis 2023 sieben Spiele. Sein Debüt in der A-Nationalmannschaft gab er am 25. September 2022 in einen Freundschaftsspiel gegen Trinidad und Tobago.

## Erfolge
Chonburi FC
- Thailändischer Zweitligameister: 2024/25  ▲